# 発明
発明（はつめい、英: invention）は、従来みられなかった新規な物や方法を考え出すことである。作られた新規なもの自体を指すこともあり、新規なものを作る行為自体をさすこともある。既存のモデルや観念から派生する発明もあれば、まったく独自に考案される発明もあり、後者は大きな飛躍を生む。社会の風習や慣習の革新も一種の発明である。当業者にとって新規性と進歩性が認められる発明は、特許を取得することで法的に守ることができる。

## 概要
人類はその歴史上、様々な道具を作り、自然法則を発見し、またそれらを組み合わせてさらに有用な機械、器具や材料・素材などを作り出すことで、総体として生活を豊かにしてきた。そうした新しい発明品や工夫はしばしば発明・考案者や発明品の製造者・供給者に富をもたらした。発明の内容が明らかになった場合、その模倣によって利益を得るものが現れる場合もある。模倣を恐れて有益な発明を一部の者だけの秘密にすることにより、社会的には損失を招くおそれもあった。
そのため、近代では社会に有用な発明をなした場合、それを公開することと引き換えに、発明を使用あるいは他の者に使用させたりする独占的な権利を発明者に与えることによって、発明者個人（あるいは法人）と社会の利益とのバランスをとるような制度が、ある時を境に、次第に広まってきた。
発明の歴史は「人と裁判と金の歴史」といわれる。発明者が誰なのかをめぐり争いがあり、開発費・特許料で莫大なお金が動くからである。また、発明に至るまでには先人による「技術の連続性」と他者による「同時進行の開発」が避けられない。結果として、発明者といえる人が複数存在する場合もある。
なお、「発明」の語は史記、漢書、後漢書にも見られるものの、漢語としては発見と同旨であったとされている。近現代の発明の意味で用いられるようになった初期の例はオランダ風説書の添付文書である別段風説書（Apart Nieuws）などにみられる（弘化4（1847）年6月26日付風説書）。

## 発明のプロセス
発明は創造過程である。開かれた、好奇心溢れる心が既知のものの向こうを見通すことを可能にする。新たな可能性、新たなつながり、新たな関係を見出すことで発明へのひらめきが生まれる。創意に富んだ思考は、普通なら組み合わせようとは考えない異なる分野の要素や概念を結合することがよくある。発明家は明確に区別されている分野の境界線をまたぐことがある。ある分野での考え方や手法や道具立てを、想像もしていなかった異なる分野に適用する。
遊び・好奇心
遊びから発明が生まれることもある。砂場や実験や想像で遊ぶといった幼年期の好奇心は、人の遊びの才能を発達させる。発明家は興味ある対象で遊び探究する必要性を感じ、その内的衝動が斬新な創造をもたらすことになる。「私は1日たりとも労働したことがなかった。全てが楽しかったからだ」とはトーマス・エジソンの言葉である。発明はまた、執念ともいえる。
想像・夢
発明とは、改めて見直すことである。発明家は新たなアイデアを想像し、心の中でそれを見る。意識が主題や課題からそれたとき、何か別のことに気をそらされたとき、あるいはくつろいだり眠ったりしているときに新たなアイデアが生じることがある。独創的アイデアは一瞬にして生じることがある。いわゆる「Eureka!」の瞬間である。例えば、アルベルト・アインシュタインは一般相対性理論を完成させようと何年も働いた後、突然奇妙な夢を見て結論に至ったという。偶然の発明というものもあり、例えばポリテトラフルオロエチレン（テフロン）の場合は偶然だった（と云うよりもそれ迄見過ごされて来ていた事実の新発見でもあった。）。
洞察・直観
発明には洞察という要素も必須である。その始まりは疑問や直観ということもある。あるいは、何らかの異常や偶然の結果が有益であるとか新たな道を拓くものだと認識することが始まりとなることもある。例えば、通常の数千倍の触媒を偶然加えたことから奇妙な金属色のプラスチックができ、その金属的特性を研究し始めたことから、電気伝導性のあるプラスチックや光を発するプラスチックを発明することになった。この発明により2000年のノーベル化学賞が授与され、照明や表示装置など様々な分野で利用されている（導電性高分子と有機エレクトロルミネッセンスを参照）。
インスピレーション、忍耐・情熱
発明とは、結果がわからないまま行う調査・探究でもある。成功することもあれば失敗に終わることもある。インスピレーションから始まった発明という行為は、たとえ最初のアイデアが完璧であっても、発展させる必要があるということが多い。多くの発明家は自分のアイデアを信じ、何度失敗しても諦めない忍耐力や自信や情熱を持っていた。エジソンは期待通りの結果をうまなかった実験をする度に「よかった、成功するのはこの組み合わせではない、という知識がひとつ増えた」とポジティブにとらえ、実験を忍耐づよく続けた。
予想外の出来事や失敗からの学び
期待外・予想外のことが起きた時（多くの人が"失敗"と捉えるようなことが起きた時に）に、ただ落胆するだけでなく、そこから新しいこと（自分がまだ知らなかった法則や例外的法則や裏技 等々）を学ぶことができる人はそれを発明に使うことができる（セレンディピティ）。
定番的改良法による発明 vs 新分野
何かをより「効果的にする」「効率的にする」「使いやすくする」「機能を加える」「長持ちするように改良する」「安価にする」「エコなものにする」「軽量化する」「人間工学的設計にする」「構造を改良する」などといった発明もある。それらとは対照的にインターネット、電子メール、電話機、電灯といった従来存在しなかった全く新しい発明もある。「必要は発明の母」といわれるが、逆に発明によって新たな需要が生まれることもある。エジソンが蓄音機を発明する以前、誰もそれを「必要」とは思っていなかった。需要は後から生まれたのである。同様に電話や航空機が発明される前にそれらを想像できた人はほとんどいないが、今ではそれらなしでは社会が成り立たなくなっている。
発明のアイデアは紙やコンピュータ上で練られ、試行錯誤しながらモデル構築や実験を繰り返し、改良を重ねて行く。パブロ・ピカソとジョルジュ・ブラックの対話がキュビスムを産んだように、複数の人間の協力によって生まれた発明も多い。ブレインストーミングで新たなアイデアが生まれることもある。このような協調的創造プロセスは設計者や建築者や科学者がよく利用する。特許には複数の発明者が記されていることも珍しくない。現代は離れた場所の人々が協調することがかつてないほど容易になっている。発明家の多くはその発明プロセスをノートや写真で記録していることが多く、レオナルド・ダ・ヴィンチやトーマス・ジェファーソン、アルベルト・アインシュタインの手稿が有名である。発明のプロセスにおいて、初期のアイデアから変化することもある。より単純化してより実用的にする場合もあるし、全く異なる別の何かに変貌することもある。1つの発明から別の発明が派生することもある。これに関連してアメリカ合衆国では、継続的出願という独特の制度を採用している。
発明とその利用は、実用上の重要性に影響されることもある。中にはその発明が最も有効に働く順序で発明されなかったものもある。例えば、パラシュートは航空機より前に発明された。発明された当時には製造コストが高すぎた発明や実用化には何らかの技術革新を必要とした発明もある。そういった障害は経済発展や科学技術の進歩によって解消されてきた。しかし例えばレオナルド・ダ・ヴィンチの数々の発明のように、単なるアイデアだけの発明が実用化されるのに何世紀もかかる場合もあった。単なるアイデアだけで実装されたことがない発明でも特許で保護を受けることができる。
1つの発明が様々な用途に利用されることもあり、全く異なる用途で使用される場合や時代と共に用途が変化する場合もある。ある発明を発展させたバージョンはオリジナルの発明者が想像もしていなかった用途に使われることもある。例えば合成樹脂の用途や種類は今も急激に拡大している。

## 法律上の発明
各国において、発明は特許による保護の対象である。しかしながら、発明の定義を法律の条文で明らかにしている国は少ない。多くの国において、発明の定義は、法律の条文ではなく判例と学説によって与えられている。
以下のものが特許法上の発明として特許を受けることができるか否か、が法律上の問題となる。
- 数学の定理
- アルゴリズム
- コンピュータ・プログラム
- 物質
- 物質の用途
- 手術方法
- 治療方法
- デオキシリボ核酸（DNA）やリボ核酸（RNA）の塩基配列
- タンパク質のアミノ酸配列

### 日本
日本は発明の定義を法律の条文で与える数少ない国の一つである。日本の特許法では、発明は「自然法則を利用した技術的思想の創作のうち高度のもの」と定義されている（特許法2条1項）。
しかし、この定義は，単に一般用語の「技術（的思想）」を特許法で「発明」という、と言い換えたに過ぎない。肝心の「技術」の定義が抜け落ちている。そのため、特許法2条1項で発明を定義しているにも拘わらず、法律上の発明の項で述べたような，特許が受けられる発明か否かが問題として未解決である。
日本の特許法における発明の定義は、1959年の特許法全面改正の時に設けられた。ドイツの法学者ヨセフ・コーラーの定義を参考にしたものと言われている。
発明は、前記したように，物の発明と方法の発明の二つに大別され、方法の発明は、物を生産する方法の発明とそれ以外の方法の発明（いわゆる単純方法の発明）とに分類される（特許法2条3項各号、4項）。
発明と同様な概念として、考案がある。実用新案法第2条1項において、考案は「自然法則を利用した技術的思想の創作」と定義されている。実用新案法においては、特許ほど、高度な発明である必要がなく、短ライフサイクルである小発明を保護したものである。実用新案法の場合、特許法と異なり、方法の考案や物質（医薬品など）の考案は、保護対象とならない。
発明について、要式行為たる特許出願（特許法36条）に基づき、特許庁が登録要件を満たすか否かを審査して特許査定（特許法51条、164条）をなすと、設定の登録（特許法66条）により独占排他権たる特許権が発生する（特許法68条）。

### 韓国
韓国もまた、発明の定義を法律の条文で与える数少ない国の一つである。韓国の特許法では、発明とは「自然法則を利用した技術的思想の創作として高度であるもの」（自然法則을 이용한 技術的 思想의 創作으로서 高度한 것）と定義されている（特許法第2条）。

### 台湾
台湾（中華民国）の特許法でも、発明の定義が条文に規定されている。台湾の特許法において発明とは、「自然法則を利用する技術思想の創作」（利用自然法則之技術思想之創作）を意味する（專利法第21條）。

## 芸術における発明
芸術の歴史は長い発明の歴史でもある。発明的思考は芸術的創造力の重要な部分を担ってきた。芸術における発明で特許を取得できるものもあるが、多くの場合は特許法における「発明」の要件を満たさないため、特許を取得できない。

### 美術・デザイン・建築
美術は何度も再発明されてきた。発明家でもあった芸術家、建築家は数多くいる。彼らは、未知を探究し、壁を乗り越え、旧来の慣習を捨て、新たな領域へと到達するような創造を行ってきた。20世紀になると従来のルールを打ち破ることが最も価値のあることとされるようになり、概念的革新が賞賛され、新たなジャンルを生み出すようになった。20世紀になって初めて、有形の個々の美術品よりも美術品の中のアイデアが重視されるようになった。芸術家は歴史上常に発明を行ってきたと見なすことができ、発明が美術や他の分野に重要な貢献をしてきた。
ピカソのような芸術家は作品を制作する過程で発明家となる。発明と芸術作品は別物という芸術家としてレオナルド・ダ・ヴィンチがいる。美術における発明には、それに先立つ科学技術の発展を利用したものもある。例えばピカソとフリオ・ゴンザレスは溶接技術を使った新たな彫刻を発明し、コンピュータによってコンピュータアートなどの新たな芸術形態が生まれ、写真や映画の発明も新たな芸術形態を生み出した。溶接による彫刻のように、芸術における発明は新たな媒体あるいは新たな芸術形態、あるいはその両方という場合もある。例えば、ピカソの発明したコラージュ、マルセル・デュシャンの発明したレディ・メイド、アレクサンダー・カルダーの発明したモビール、ロバート・ラウシェンバーグの発明したコンバイン・ペインティング、フランク・ステラの発明した立体的絵画、エドワード・マイブリッジが発明したとされる映画などがある。作品の新たな制作法を開発するという形で芸術を再発明することも行われてきた。例えばジャクソン・ポロックは全く新しい絵画制作技法を発明し、キャンバスを床に置いてそこに絵の具をたらしたり、注いだり、はね散らしたりする新たな抽象画を発明した。ピカソとブラックが発明したキュビスムのように、新たな芸術運動は複数の人が協力して生み出した発明品といえる。芸術やデザインや建築におけるかなりの発明は、道具の発明や改良によって可能になった。例えば、印象派絵画が生まれるには、屋外で気軽に絵を描ける絵の具の金属チューブへの封入という発明が必要だった。芸術における発明は他の用途に発展することもあり、例えばアレクサンダー・カルダーのモビールはベビーベッドの上に吊るして使われるようになっている。芸術・デザイン・建築における発明の特許から得られた資金で、発明や他の創造的仕事の実現をサポートすることもある。フレデリク・バルトルディは自由の女神像の特許を1879年に取得し、その小型のレプリカの製造販売からライセンス料を徴収してニューヨークの自由の女神像を立てる資金の一部とした。
他の芸術家、デザイナー、建築家で発明家でもある人物としては、フィリッポ・ブルネッレスキ、ル・コルビュジエ、ナウム・ガボ、ルイス・カムフォート・ティファニー、バックミンスター・フラー、ウォルト・ディズニー、マン・レイ、イヴ・クライン、イオ・ミン・ペイ、ヘレン・フランケンサーラーらがいる。中には特許化された発明もある。特許の要件を満たさない発明もあり、特にデュシャンのレディ・メイドのように従来の技法との明確な違いを示せない場合がそれにあたる。抽象絵画、油彩、インスタレーションといった発明は発明者が不明であり、当然ながら特許化されなかった。また、ピカソはコラージュの発明者だとされているが、西洋以外の文化にはもっと以前から同様の技法が存在した。
特許取得可能な美術関連の発明は、新たな素材・媒体・イメージ・制作法を使ったものや斬新なデザインのもの、あるいはそれらの組み合わせである。フィリッポ・ブルネッレスキ、ルイス・カムフォート・ティファニー、ウォルト・ディズニーといった人々は芸術関連の特許を取得した。イヴ・クラインは International Klein Blue という色を発明して1960年に特許を取得し、2年後に自身の彫刻作品に使用した。ケネス・スネルソンも自身の作品で必須な発明の特許を取得した。バックミンスター・フラーの有名なジオデシック・ドームは彼の28の特許の1つでカバーされている。照明デザイナーのインゴ・マウラーも作品に関する発明について一連の特許を取得している。IDEO社ではデザイナーの作品について多くの特許を取得している。デザイン上の発明は、アメリカではデザイン特許という特許の一種として保護する（日本では意匠権として意匠法で保護する）。

### 音楽
- 紀元前5000年頃 - 中国で骨製の横笛を発明
- 紀元前3000年頃 - 中国で弦楽器（古琴）を発明
- 619年 - 中国で100人以上の音楽家を集めたオーケストラを発明
- 1025年 - グイード・ダレッツォが音符（階名唱法）を発明。UT, RE, MI, FA, SO, LA と命名。1500年代にUTがDOになり、TIが追加された。
- 1225年 - イギリスで輪唱を発明（『夏は来たりぬ』）
- 1607年 - クラウディオ・モンテヴェルディがオペラの傑作『オルフェオ』で、柔軟な伴奏を伴った叙唱による音楽体系を発明
- 1696年 - 音楽家 Etienne Loulie がリズムを刻むメトロノームを発明[26]
- 1698年-1708年 - バルトロメオ・クリストフォリがピアノを発明[27]
- 1787年 - モーツァルトがアルゴリズム的作曲法 (Algorithmic composition) を発明（「音楽のサイコロ遊び」）
- 1829年 - シリル・デミアンが現代的なアコーディオンを発明
- 1835年 - プロイセン軍楽隊長ヴィルヘルム・ヴィープレヒトと楽器職人ヨハン・コットフリート・モーリッツが実用的チューバを発明し、特許を取得[28]
- 1841年 - アドルフ・サックスがサクソフォーンを発明
- 1880年ごろ - アルゼンチンでアフリカ/インド/スペイン音楽からタンゴ音楽を発明
- 1919年 - レフ・テルミンが初の電子楽器テルミンを発明
- 1922年 - George Owen Squier がBGM（店舗などに流す音楽）の方式を発明[26]
- 1932年 - リッケンバッカーの George Beauchamp がエレクトリック・ギターを発明（フライングパン）
- 1953年 - ビル・ヘイリーがロックンロールを発明（「クレイジー・マン・クレイジー」）
- 1957年 - イリノイ大学でコンピュータ支援作曲システム Illiac Suite for String Quartet を発明[26]
- 1964年 - ロバート・モーグがモーグ・シンセサイザーを発明[29]
- 1974年 - エメット・チャップマンがチャップマン・スティックを発明

### 文学
- 紀元前1950年 - 物語形式の小説が発明される（『シヌヘの物語』）。なお、『シヌヘの物語』は聖書のモーセの伝説の原型といわれることもある。
- 紀元前675年 - シチリアのステシコロスが英雄バラッド詩を発明
- 553年 - プロコピオスが醜聞文学を発明（『秘史』）
- 7世紀 - 中国で木版による印刷を発明
- 1022年 - 日本で紫式部が恋愛小説を発明（『源氏物語』）
- 1657年 - シラノ・ド・ベルジュラックがサイエンス・フィクションを発明（『月世界旅行記』）
- 1816年 - メアリー・シェリーがホラー小説を発明（『フランケンシュタイン』）
- 1843年 - エドガー・アラン・ポーがミステリー小説を発明（『黄金虫』）
- 1857年 - ギュスターヴ・フローベールは、語り手の正体を隠してその視点で描きつつ、他の複数の視点でも書くという形式を発明（ボヴァリー夫人）
- 1895年 - ジョーゼフ・ピューリツァーが新聞でのコミック・ストリップ連載という形式を発明（イエロー・キッド）[26]

### 演劇・芸能
マーサ・グレアムなど多くのアーティストの作品が発明的とされている。
- 紀元前450年 - ソプロンがミモス（パントマイムの原型）を発明
- 1597年 - ヤコポ・ペーリ（イタリアの音楽家）がオペラを発明（『ダフネ』）
- 1780年 - セバスティアーノ・カレッソ（スペインの舞踏家）がボレロ舞踏を発明
- 1833年 - トーマス・ダートマス・ライスがミンストレル・ショーを発明
- 1880年ごろ - アルゼンチンでアフリカ/インド/スペインの舞踏や音楽からタンゴが発明される。
- 1922年 - ニューヨーク州スケネクタディのラジオ局WGYでラジオドラマの形式が確立[26]
- 1993年 - マイケル・ジャクソンらが、重心以上に身体を傾けることができる特殊な靴のシステムを発明し特許を取得（米国特許番号 5,255,452）

## 発明の実施
発明は様々な形で世に出る。製品やサービスとして販売されるものやライセンス供与されるものもある。芸術的発明は、美術作品を展示したり、音楽を演奏したり、何らかの興行という形で世に出る。発明が成功するかどうかはリスクがあり、支援や出資を得るには困難を伴う。発明家を支援する補助金制度や支援制度、あるいはインキュベーターと呼ばれる支援者がいて、必要な技能やリソースを提供することもある。発明を世に出して成功するには、一種の情熱と企業家としての才能が必要である。
経済学において、発明は「正の外部性」のよい例であり、直接の利害関係者以外にも有益な副作用をもたらす。経済学の中心的概念として「正の外部性は内部化すべし」というものがある。発明者が正の外部性のせいで十分に報いられない場合、すなわち発明者の権利が保護されない場合、社会全体が発明に投資しにくい方向へと向かう。特許制度は発明の正の外部性を内部化するもので、経済全体として発明への投資を増やす効果がある。

## 発明とイノベーション
社会科学において「イノベーション」とは、その文化における何らかの新しいことを意味し、それが定着するかどうかは無関係である。イノベーションの定着・普及に関する理論をイノベーション普及過程論と呼び、イノベーションが定着する可能性や、普及や定着に関して人々がどう関与するかで分類するといったことを含む。エヴェレット・ロジャーズがこの理論を最初に提唱した。ガブリエル・タルドの「模倣の法則」もイノベーション定着に関係がある。